# Бунчуков Денис Олегович
Денис Олегович Бунчуков (нар. 20 червня 2003, Київ, Україна) — український футболіст, півзахисник. Виступав за молодіжну збірну України.

## Клубна кар'єра
Народився в Києві. У 10-річному віці приєднався до академії «Динамо» (Київ) і провів у клубі п'ять років. Потрапив у немилість у тренерів юнацької команди «Динамо», після чого нетривалий період часу виступав за «Арсенал» (Щасливе) та «Атлет» (Київ), а в 2020 році переїхав до Англії, щоб вступити до Коледжа «Брук Гауз», де виступав за футбольну команду. Не зміг отримати професійний контракт в Англії, влітку 2021 року побував на невдалих переглядах у бельгійських командах «Ейпен», «УРСЛ Візе» та «Юніон», того ж року мав ще й невдалий перегляд у «Стандарді» (Льєж).
У лютому наступного року повернувся до Бельгії, відправився на перегляд у «Серені». Під час перегляду російське вторгнення в Україну спричинило ескалацію російсько-української війни в Україні, бельгійський уряд надав йому статус біженця та грошову допомогу в розмірі 1100 євро на місяць, завдяки чому «Серену» не потрібно було пропонувати йому договір. 27 серпня 2022 року дебютував за нову команду у програному (0:4) поєдинку проти «Генка», відігравши 69 хвилин, а потім його замінив Валентин Гійом.

## Кар'єра в збірній
У листопаді 2022 року викликаний до молодіжної збірної України на товариські матчі проти Ізраїлю та Грузії, після чого дебютував у поєдинку проти останньої з вище вказаних збірних.

## Статистика виступів

### Клубна
Станом на 26 квітня 2023
| Клуб              | Сезон             | Ліга               | Ліга  | Ліга | Кубок | Кубок | Інші  | Інші | Загалом | Загалом |
| Клуб              | Сезон             | Дивізіон           | Матчі | Голи | Матчі | Голи  | Матчі | Голи | Матчі   | Голи    |
| ----------------- | ----------------- | ------------------ | ----- | ---- | ----- | ----- | ----- | ---- | ------- | ------- |
| «Серен»           | 2022–23           | Ліга Жупіле        | 7     | 0    | 1     | 0     | 0     | 0    | 8       | 0       |
| «Серен U-23»      | 2022–23           | Дивізіон 2 Бельгії | 11    | 1    | –     | –     | 0     | 0    | 11      | 1       |
| Усього за кар'єру | Усього за кар'єру | Усього за кар'єру  | 18    | 1    | 1     | 0     | 0     | 0    | 19      | 1       |

Коментарі
1. ↑  Матчі в Кубку Бельгії